# Stegnobrisinga placoderma
Stegnobrisinga placoderma är en sjöstjärneart som beskrevs av Fisher 1916. Stegnobrisinga placoderma ingår i släktet Stegnobrisinga och familjen Brisingidae. Inga underarter finns listade i Catalogue of Life.